# ヨッシーの万有引力
『ヨッシーの万有引力』（ヨッシーのばんゆういんりょく）は、2004年12月9日に発売されたゲームボーイアドバンス用ゲームソフト。アメリカでは2005年6月13日、ヨーロッパでは2005年4月22日に発売された。
カートリッジに傾きセンサーが搭載されており、実際にゲーム機本体を傾ける事で画面に変化が起き、それを利用してプレイする。

## ゲーム内容
ステージとなる「コース」は204あり、8つの「しょう（章）」に分かれている（うち2章はクッパとの対決で章扱いではない）。コースの中はいくつかの「ページ」に区切られ、「チェックポイント」に触れると次のページへ移動する。一方通行で、ページを戻ることはできない。
コースに入ると最初にプチ精霊にミッションを与えられる。コースをクリアするだけならばミッションは気にしなくて良いが、ミッションをクリアして「ゴールポイント」に触れてコースクリアすると、プチ精霊から金・銀いずれかの「しあわせメダル」がもらえる。
章の最後のコースをクリアすると「リザルト画面」に移行し、章で集めたしあわせメダルの数がチェックされる。「もくひょう」の数のメダルを集めていればクリアとなって次の章に進め、メダルが足りないと次の章に進むことができない。
ステージ最初に与えられるミッションは銀メダルをもらうためのものであり、金メダルをもらうためには与えられた以上のミッションを達成する必要がある。その条件についてはゲーム中では明かされないが、プチ精霊によってはある程度判別できるミッションもある。
ミッションをクリアすると「ボーナスチャンス」のルーレットが始まる。銀メダルだと2/8、金メダルだと4/8ルーレットに当たりが存在し、当たりが出ると「ボーナスミッション」をプレイできる。ボーナスミッションに成功すると多くのコインが貰える。
章のクリアに必要な「もくひょう」の数は銀メダルでも金メダルでも変わらない。2人の精霊が同時にミッションを出してくる「ダブルミッション」のステージも存在し、その場合両方のミッションをクリアする必要がある。全てのステージを金メダルでクリアしようとすると、難易度が高くなる。

## ストーリー
数々の悪さをしているクッパ。それを見て怒った大精霊ゴッホンはあらゆるものを取り込んで飛び出す絵本にしてしまう「トビダセ本」にクッパを封印しようとした。
クッパを封印することには成功したが、ヨッシーアイランドも本に封印されてしまった。
困っているヨッシーの前に現れた、本の精霊・ビックリ大好き精霊は「本の最後のページまでいってクッパを封印すれば、ゴッホン様は島のものすべてを本から出してくれる」という。
ただ、途中のページには他のプチ精霊が守っていて、ミッションを成功させないと通してくれないという。
こうしてヨッシーはビックリ大好き精霊から「世界を傾ける力」を授かり、冒険が始まった。

## キャラクター

### 主要キャラクター
ヨッシー
本作の主人公。「世界を傾ける力」でヨッシーアイランドを救うために冒険する。
大精霊ゴッホン
本の大精霊。トビダセ本でクッパをヨッシーアイランドごと封印してしまう。ビックリ大好き精霊によると、クッパだけを封印する細かな仕事は元々精霊には向かないらしい。
ビックリ大好き精霊
ピエロ風のプチ精霊。一人称は「オイラ」でピエロらしく剽軽な話し方をする。
クッパを封印する際にヨッシーアイランドを巻き添えにすることを良しとせずゴッホンに反対したが、それでプチ精霊をクビにされている。
ヨッシーにヨッシーアイランドを元に戻す方法を提案し、世界を傾ける力を与えた。
クッパ
カメの大魔王。各地で悪事の限りを尽くし、タマゴランドを略奪してタマゴじんをリンゴに変えるなどを行った。
かわいいの大好き精霊
１章で現れる、まん丸の女の子のプチ精霊。一人称は「わたし」で、後述のタマゴじんとはお友達。
リンゴをタマゴじんに戻すミッションを出してくる。いずれのコースでも、コース内のすべてのリンゴをタマゴじんに戻すと金メダルが貰える。
お金大好き精霊
２章で現れる、ポケットに大量の金塊が入った全身きんきらきんのプチ精霊。一人称は「わて」で語尾に「ブー!」もしくは「ブ!」をつける。一定数コインを取得するミッションを出してくる。
拝金主義者でしあわせメダルも通行料と称しているが、コース内で集めたコインが没収されることなく全てヨッシーのものになる。全プチ精霊で最も登場機会が多い。
強いの大好き精霊
３章で現れる、元気と強い身体を好む、紫色で巨漢のプチ精霊。一人称は「おれ」。コースごとに変わる特定の敵を一定数倒すミッションを出してくる。
敵を倒すのはヨッシーが直接攻撃をしかけるのは勿論、コース内にあるものを利用しても倒したことになる。
速いの大好き精霊
４章で現れる。いつも忙しく空を飛び回っており、ぐずぐずしているひとを嫌う非常にせっかちな女性のプチ精霊。一人称は「あたし」。
指定した時間内にゴールするミッションを出してくる。
やさしいの大好き精霊
５章で現れる。平和な世界を愛する、ざーます口調のバラの女性のプチ精霊。一人称は「わたくし」。一定数いかなる敵を倒してはいけないミッションを出してくる。
強いの大好き精霊と同様、ヨッシーが攻撃していなくてもコース内で倒れた敵は倒した扱いにされ、平和を乱すとお仕置きで脅す、平和を心掛けているのに反してストイックな性格。
コースで出されるミッションはいずれも「4体以上 敵を倒すと オシオキざーます！」で、いずれも敵を1体も倒さずクリアすると金メダルが貰える。
後述の「シャッフルモード」「シャッフルモードEX」ではより厳しいミッションが出されることもあり、1体も倒してはいけない場合は「1体でも 敵を倒すと～」と言及の仕方が少し変わる。
こわいの大好き精霊
６章で現れる。他人を怖がらせることが大好きなミイラのような外見をしたプチ精霊。一人称は「ボク」。強制スクロール＋左側からトゲのローラーの壁が迫ってくるミッションを出してくる。
クリアまでにしなければならないことはなく、必ず他のプチ精霊の誰かと一緒にダブルミッションとして出してくる。
タマゴじん
タマゴランドに住んでいた卵の形をした人々。クッパに追われてヨッシーアイランドに逃亡したが、逃亡を阻止する目的でクッパの魔力でリンゴの姿に変えられた。
ヨッシーが飲み込むことで元の姿に戻せる。20種類で全100人、それぞれに固有の名前が存在する。

### 敵キャラクター
ヘイホー
シリーズを代表するザコキャラ。だが今回は登場頻度がキューちゃんに抜かれた。
基本的にウロウロしているだけだが、坂に立っている時にその坂がより急になる方向に傾けると転がすことができる。
プロペラヘイホー
プロペラで空を飛ぶヘイホー。コインを足元にぶら下げている。
キングデブホー
非常に大きく太ったヘイホー。倒せない。何度でも踏めてジャンプができる。
鉄球ヘイホー
鉄球を振り回しているヘイホー。5周振り回すと次に振り回す距離が伸びる。登場するコースによって振り回すスピードが異なる。
キューちゃん
黒い体に3本の毛のようなものが生えていて、黄色い口と足を持つ九官鳥。壁や天井に沿って歩ける。
パックンフラワー
食虫植物のようなキャラクター。今回はヨッシー単独では倒せなくなっており、爆弾・イガシラくん・ころがり岩を利用するか、ボールに変身してぶつかることで倒せる。
テレサ
マリオシリーズお馴染みのお化け。ヨッシーと向かい合うと顔を隠す。小さいテレサを連れているのもいる。今回は倒せない。
カチカチくん
『ヨッシーアイランド』にも登場。全身にトゲが生えている。
ヨッシー単独では倒せず、背後からベロを出すと方向転換してくる。イガシラくんか振り子鉄球をぶつけるか、まきじゅうたんで丸めると倒せる。
つむじくん
『ヨッシーアイランド』にも登場した、半透明で細長い生物。浮遊しながら左右を一直線に移動する。傾けると移動する角度が変わる。
あほーどり
『ヨッシーアイランド』にも登場した、白い体に黄色のくちばしを持ったアホウドリ。一直線に飛び、背中に乗れる。傾けると飛ぶ角度が変わる。
イガシラくん
全身にとげが生えている赤い球体のキャラクター。レールに乗って往復しているのもいる。地面を転がるものは、傾けて敵を倒したり石のブロックを壊すことができる。
まきじゅうたんで巻き込んでも倒せず、唯一トゲに落とすことで倒せるが、最初にいた位置が画面外に出てから再度入ると復活している。
だるまおとしくん
登場機会が少ないレアな敵で、背中にとげが生えた紫色の生物。歩行するのみでヨッシーに対して攻撃はしない。
踏みつけたり飲み込むことはできないが、爆弾かイガシラくんを利用することで倒せる。

## ヨッシーの変身
ヨッシーはミッションの途中で変身することができる。傾けを利用して移動する。
ヨッシーバルーン
ふわふわと飛んでとげに当たらないように傾ける変身。
ヨッシー船
水面を動かし、水を進むことが出来る変身。
ヨッシーボート
ヨッシー船に似ているが、Aボタンでジャンプ可能。
ボール
跳ね回って石のブロックなどを壊せる変身。傾けで方向を変える。これに変身しているときは無敵である。

## 配置物
鉄球
傾けることで振ることができる鉄球。石のブロックに当てることでそれを破壊できる。反動をつけると1回転させることもできる。
かいぞくせん
海賊船。振り子鉄球同様1回転させられる。
バスケット
コインが入った入れ物。1回転させるとコインを落とすことができる。
リフト
その名の通りリフト。移動は傾けることで行う。足場の幅が半分しかない「ハーフリフト」や、フックが壊れていてリフトが落ちてしまうもの（この種類のハーフリフトもある）も存在する。
雪玉
転がすと大きくなる。大きくしなければ取れないアイテムもある。
そろばん玉
リフトのレールのようなものに球形のものが入っている仕掛け。リフトと同じように傾けることで球を移動させられる。
ころがり岩
ボウリングのボールのように、3つの穴が開いた岩。傾けて移動させる。
鍵盤
文字通り鍵盤のような地面とト音記号が書かれた球で1セット。鍵盤の地面はピアノよりは木琴の鍵盤に近い。
鍵盤の地面の上を、ト音記号の球を転がすと八分音符が出現し、空に上がっていく。ヨッシーはこれに乗ることができる。
まきじゅうたん
はじめは巻かれた状態で配置されている。傾けることで伸ばせ、足場にできる。
また伸びたじゅうたんの上に敵がいる状態でじゅうたんを巻くとその敵を倒せる。ヨッシーが巻き込まれてもじゅうたんが巻かれるのがそこで止まるだけで特に問題ない。
パラシュート
コイン・リンゴ・爆弾のどれかをぶら下げて降下してくる。爆弾は敵に当てるとその敵を倒せる。
大砲
中に入るとヨッシーが打ち出される。傾けることでその角度の調整が可能。
ブランコ
振り子鉄球の鉄球部分がリフトのような足場になったもの。
ハーフパイプ
半円形の地形。氷でできており、タイミングよく傾けることで大ジャンプができる。
やじろべえ
何度か傾けるとコインを出すやじろべえ。
風船コイン
コインをぶら下げた風船。風船はヨッシーアイランドで登場したものと同一である。

## 乗り物
フリーフォール
コインを集めるステージでよく登場する。一旦ゆっくり頂上まで行き、頂上まで達すると急速に落下する。さらにスピードが速い「フリーフォールジェット」もある。
落下する時にのみ傾けてコインを取ることが可能。頂上までの道のりでコインの位置を覚えることが大事である。Ａボタンを押すと急上昇する。
観覧車
ヨッシーが乗っている所だけトゲに覆われた観覧車。傾けることで観覧車が回り、自然にコインなどをとったり敵を倒したりすることができる。
ローラーカップ
矢印がついていて、その方向に傾けることでヨッシーが打ち出される。

## ぷれぜんと
特定の条件を満たすとビックリ大好き精霊からぷれぜんとしてもらえてプレイできるようになる、いわゆるオマケ要素。
いずれのぷれぜんとでも、3rdまでの上位記録が残る。同記録の場合は最後にプレイしたものがハイスコアとなる。
シャッフルモード
全コースをクリアするとぷれぜんとしてもらえる。全てのコースのうちからいずれか1ページを対象としたミッションが与えられ、それをひたすらクリアしていくモード。
各ページにあったチェックポイントは全てゴールポイントに変わっている。ミッションを失敗するか、にこにこメーターが全て無くなってミスすると記録がそこで終了。
にこにこメーターは次のミッションに移行してもそのまま引き継ぐが、コインは引き継がず、1ページで100コイン集めることは不可能なので1UPすることはできない。
コース画面下の左には現在のページ数、右には1stの記録が表示される。100ページをクリアすると専用の演出が発生してそこで自動的に終了となる。
ヨッシーだいジャンプ
「タマゴじんずかん」完成でぷれぜんとしてもらえる。雪が降る斜面を傾けて進んで大ジャンプし、より遠距離を目指すモード。
ヨッシーのかいぞくせん
「タマゴじんずかん」完成でぷれぜんとしてもらえる。空中に固定されたかいぞくせんを、制限時間30秒以内でより多く回転させるモード。
回転する向きは左右どちらでもカウントされる。ヨッシーを操作することはできるが、ジャンプはできずかいぞくせんから降りることはできない。
ヨッシータイムアタック
「タマゴじんずかん」完成でぷれぜんとしてもらえる。ボールに変身して専用の入り組んだページを移動して、より早くゴールポイントを目指すモード。
シャッフルモードEX
全コースで金メダルを獲得するとぷれぜんとしてもらえる。「シャッフルモード」の難易度が上がったモードで、ミッションの難易度以外は同モードと変わらない。
ミッションの難易度は高く、かわいいの大好き精霊とやさしいの大好き精霊は必ず完璧を求められる。速いの大好き精霊では操作ミスによる落下は許されない。
お金大好き精霊と強いの大好き精霊は完璧こそ必要ないもののページ内を全て回る必要があるミッションが殆どであり、100ページをクリアするのは全コース金メダルよりも遥かに難易度が高い。

## 対応機種一覧
ゲームボーイアドバンスと、ゲームボーイアドバンスSPとゲームボーイミクロおよびニンテンドーDSとニンテンドーDS Liteではソフトを挿入する向きが逆なので、プレイ前にゲーム機の選択画面がある。また初めてプレイする時には傾け度合いの設定を行う。
ゲームボーイプレーヤーは非対応となる。箱の裏に注意は『※ゲームボーイプレーヤー（松下電器製ゲームボーイプレーヤーを含む）では使用しないでください。』と書かれている。
【記号凡例】
- ○：対応
- ×：非対応

| ゲームボーイアドバンス ゲームボーイアドバンスSP                  | ○ |
| ゲームボーイプレーヤー （「Q」専用ゲームボーイプレーヤーを含む） | × |
| ゲームボーイミクロ                                               | ○ |
| ニンテンドーDS ニンテンドーDS Lite                               | ○ |